# Estadio de Mazatlán
El Estadio de Fútbol Mazatlán, también llamado El Encanto por temas de patrocinio es un estadio de fútbol localizado en la ciudad de Mazatlán, Sinaloa, México, fue inaugurado en 27 de julio de 2020 y tiene una capacidad para 25,000 espectadores, siendo utilizadas únicamente 18,938 plazas, es la sede del Mazatlán FC, que juega en la Primera División de México a partir del Torneo Apertura 2020.

## Historia
En 2017 iniciaron las obras de construcción de un estadio de fútbol en la ciudad de Mazatlán como parte de un proyecto de construcción y modernización de diversos recintos deportivos en el estado de Sinaloa. Siendo este recinto el único de nueva creación dentro de las obras incluidas en el proyecto, en el cual se modernizaron los estadios Banorte de Culiacán; Teodoro Mariscal de Mazatlán y el Estadio Emilio Ibarra Almada de Los Mochis.
Desde 2017 se buscó conseguir un equipo de fútbol profesional para ocupar el nuevo recinto, puesto que no existía un club que tuviera como sede la ciudad. En ese mismo año se fundó el Pacific Fútbol Club, el cual pertenecía al Grupo Faharo, dueños de Murciélagos Fútbol Club, no obstante, durante sus primeros torneos de existencia el equipo tuvo como sede temporal la ciudad de Los Mochis. Sería hasta enero de 2019 cuando el Pacific llegó al puerto, teniendo como sede el Estadio Teodoro Mariscal, dedicado a la práctica del béisbol. Sin embargo, este club solamente jugaría durante unos cuantos meses en la ciudad, puesto que para la temporada 2019-2020 el club solicitó permiso para no competir en la Serie A de México con el objetivo de conseguir una franquicia para disputar una liga de mayor categoría.
En 2020 se aceleraron los trabajos de construcción del estadio con el objetivo de tenerlo listo antes del inicio de la temporada futbolística 2020-2021. Finalmente, el 2 de junio se confirmó la llegada de un nuevo equipo para el recinto, el club Monarcas Morelia fue trasladado desde Michoacán, y pasó llamarse Mazatlán Fútbol Club. El estadio fue llamado de manera provisional como Estadio de Mazatlán.
El 7 de julio de 2020 la cuenta oficial en Twitter del Mazatlán FC dio a conocer que el estadio recibió como segundo nombre "El Kraken", sin embargo, este nombre nunca fue reconocido de manera oficial por la Federación Mexicana de Fútbol, por lo que en las diversas competiciones organizadas por la FMF preservó el nombre original. No obstante, entre el público y los medios de comunicación se extendió el segundo nombre del estadio, siendo el que se utilizaba de manera más habitual en detrimento de la denominación oficial de Estadio de Mazatlán.
El 23 de julio se celebró un acto para celebrar la apertura del estadio con un concierto a cargo de la Banda El Recodo, agrupación local y patrocinador oficial del Mazatlán F.C.
El 27 de julio de 2020 se disputó el primer partido en la historia del estadio, con un encuentro entre el Mazatlán Fútbol Club y el Club Puebla correspondiente a la jornada 1 del Torneo Guard1anes 2020, el marcador finalizó con una victoria por 1-4 en favor del equipo poblano, el primer gol anotado en este recinto fue marcado por el jugador Santiago Ormeño. El partido inaugural del recinto se jugó a puerta cerrada debido a las medidas sanitarias provocadas por la pandemia de COVID-19.
El 16 de octubre de 2020 se disputó el primer partido con público en el estadio, en esa ocasión 6,000 espectadores pudieron asistir al encuentro entre el Mazatlán y el Fútbol Club Juárez. El 26 de agosto de 2022 se registró la mayor entrada hasta el momento en un partido de Liga MX celebrado en el estadio, cuando 18,365 aficionados asistieron al encuentro entre el Mazatlán F.C. y el Club América.
El 7 de junio de 2023 el estadio albergó por primera ocasión un partido internacional de la Selección Mexicana de Fútbol, el recinto mazatleco fue la sede de un encuentro amistoso entre El Tri y la Selección de Guatemala que concluyó con una victoria de 2-0 en favor de los mexicanos. Raúl Jiménez marcó el primer gol internacional en la historia del Kraken. El partido también significó la mejor asistencia absoluta del estadio hasta el momento, ya que 20,068 espectadores asistieron al amistoso internacional, una cantidad que superó el aforo oficial permitido en el estadio para los juegos de la Liga MX.
En octubre de 2023 el estadio cambió su nombre a El Encanto como parte de un patrocinio, ya que una empresa desarrolladora de vivienda con sede en Sinaloa compró el derecho para renombrar el recinto.

## Datos
- El estadio cuenta con una capacidad aproximada para 25,000 espectadores. Una capacidad para 14,636 asientos en la gradas inferiores, un aforo de 9,204 en las tribunas superiores y 1,160 aficionados en la zona de palcos.[2][5]
- De manera oficial en el estadio se utiliza un aforo para 20,195 espectadores por motivos de seguridad requeridos por la Liga MX.[6]
- Es el recinto deportivo más grande en la ciudad de Mazatlán, superando al Estadio Teodoro Mariscal.
- Es el estadio de fútbol más grande del estado de Sinaloa, superando al Estadio Dorados.
- El estadio cuenta con zonas de refrigeración para mitigar los efectos de la climatología local.[2]
- El primer gol de la historia fue obra del delantero mexicano-peruano Santiago Ormeño.

## Partidos internacionales
| Amistoso; 7 de junio de 2023 | México                       | 2:0 (1:0) | Guatemala | Estadio de Mazatlán, Mazatlán                              |                                                            |
| 20:00 (UTC -6)               | Jiménez 14' · De la Rosa 80' | Reporte   |           | Asistencia: 20 068 espectadores Árbitro(s): Nelson Salgado | Asistencia: 20 068 espectadores Árbitro(s): Nelson Salgado |